# Elizabeth Jane Howard
Elizabeth Jane Howard (Londra, 26 marzo 1923 – Bungay, 2 gennaio 2014) è stata una scrittrice britannica.
Dopo aver avuto esperienze come modella e attrice, nel 1951 vinse il John Llewellyn Rhys Prize grazie al suo primo romanzo, The Beautiful Visit pubblicato l'anno precedente.
I suoi romanzi di maggior successo sono i cinque volumi della cosiddetta «Cazalet Chronicle», una saga familiare che racconta i cambiamenti nella vita inglese durante gli anni di guerra, specialmente per le donne: Gli anni della leggerezza (The Light Years, 1988), Il tempo dell'attesa (Marking Time, 1991), Confusione (Confusion, 1993), Allontanarsi (Casting Off, 1995) e Tutto cambia (All Change, 2013), pubblicati da Fazi Editore .
Dal 1965 al 1983 è stata sposata con lo scrittore Kingsley Amis, suo terzo marito.
Nel 2002 ha pubblicato l'autobiografia Slipstream.

## Opere
- Una vacanza incantevole (The Beautiful Visit, 1950), traduzione di Manuela Francescon, Collana Le strade n.587, Roma, Fazi, 2024, ISBN 979-12-596-7613-9.
- We Are for the Dark: Six Ghost Stories, 1951 (con 3 racconti scritti da Robert Aickman)
- Il lungo sguardo (The Long View, 1956), traduzione di Manuela Francescon, Collana Le strade n.237, Roma, Fazi, 2014  [col titolo Vite a rovescio, trad. Maria Gallone, Rizzoli, 1957], ISBN 978-88-762-5388-1.
- Cambio di rotta (The Sea Change, 1959), traduzione di Manuela Francescon, Collana Le strade n.363, Roma, Fazi, 2018, ISBN 978-88-932-5374-1.
- All'ombra di Julis (After Julius, 1965), traduzione di Manuela Francescon, Collana Le strade n.346, Roma, Fazi, 2018, ISBN 978-88-932-5325-3.
- Le mezze verità (Something in Disguise, 1969), traduzione di Manuela Francescon, Collana Le strade n.408, Roma, Fazi, 2019, ISBN 978-88-932-5553-0.
- Quel tipo di ragazza (Odd Girl Out, 1972), traduzione di Manuela Francescon, Collana Le strade n. 527, Roma, Fazi, 2022, ISBN 979-12-596-7249-0.
- Mr. Wrong, 1975
- Perdersi (Falling, 1999), traduzione di Manuela Francescon e Sabina Terziani, Collana Le strade n. 446, Roma, Fazi, 2020, ISBN 978-88-932-5828-9.
- La ragazza giusta (Getting It Right, 1982), traduzione di Manuela Francescon, Collana Le strade n.490, Roma, Fazi, 2021, ISBN 979-12-596-7087-8.
- Slipstream, 2002
- Three Miles Up and Other Strange Stories, 2003
- Love All, 2008

### La saga dei Cazalet(The Cazalet Chronicle)
- Gli anni della leggerezza (The Light Years, 1990), traduzione di Manuela Francescon, Collana Le strade n.264, Roma, Fazi, 2015, ISBN 978-88-762-5556-4.
- Il tempo dell'attesa (Marking Time, 1991), traduzione di Manuela Francescon, con un saggio di Hilary Mantel, Collana Le strade n.281, Roma, Fazi, 2016, ISBN 978-88-762-5902-9.
- Confusione (Confusion, 1993), traduzione di Manuela Francescon, Collana Le strade n.294, Roma, Fazi, 2016, ISBN 978-88-932-5052-8.
- Allontanarsi (Casting Off, 1995), traduzione di Manuela Francescon, Collana Le strade n.316, Roma, Fazi, 2017, ISBN 978-88-932-5136-5.
- Tutto cambia (All Change, 2013), traduzione di Manuela Francescon, Collana Le strade n.327, Roma, Fazi, 2017, ISBN 978-88-932-5137-2.